# World Trade Centers Association
 (septembre 2024).
Il peut être nécessaire de l'améliorer pour respecter le principe de neutralité de point de vue. Veuillez consulter la page de discussion pour plus de détails.

La World Trade Centers Association (WTCA) est une organisation non gouvernementale et apolitique qui se consacre à la création et à l'exploitation des World Trade Centers (WTC) en tant qu'instruments d'expansion du commerce international. Elle a été fondée en 1970  par Guy F. Tozzoli, directeur de l'autorité portuaire de New York,. 
En mai 2020, la WTCA comptait 323 World Trade Centers (WTC) dans 90 pays,.

## Principes et gouvernance
Les principes fondateurs de la WTCA sont[réf. nécessaire] :
- Encourager l’expansion du commerce mondial ;
- Promouvoir les relations commerciales internationales et la compréhension entre les nations ;
- Favoriser une participation accrue des pays en voie d’industrialisation au commerce mondial ;
- Créer et encourager l’entraide et la coopération entre les membres ; et
- Promouvoir et promouvoir le concept du World Trade Center.

La WTCA est régie par un conseil d'administration international de 24 membres, composé de dirigeants des membres de la WTCA du monde entier et élus par les membres. Huit comités permanents ont été créés pour mener à bien le travail de l’Association dans les domaines suivants[réf. nécessaire] :